# Arletty, jeune fille dauphinoise
Arletty, jeune fille dauphinoise est un scénario de Louis-Ferdinand Céline écrit en 1948. Il a été publié en 1983 aux éditions La Flûte de Pan,.

## Résumé et analyse
Dédicacé à l'actrice Arletty, ce texte n'est pas un travail totalement abouti mais plutôt une ébauche de l'écrivain. Le récit se construit autour de deux personnages, Arletty et Jérôme, couple sulfureux qui traverse de multiples péripéties à travers l’Afrique ou les États-Unis. On retrouve dans ce texte l'écriture "délirante" de Céline, qui transparaitra fortement dans la trilogie allemande (D'un château l'autre, Nord, Rigodon), avec un désordre constant et des personnages irréels. Le diable en personne tient un rôle important tout au long du script. 
Il n'y a pas de dialogues ou d'indications scéniques. L'ouvrage n'est composé que d'une suite de descriptions dans le style célinien. Arletty et l'écrivain ont eu une relation d'amitié forte, et l'actrice est aussi présente dans le projet de dessin-animé Scandale aux Abysses, où Céline souhaitait qu'elle tienne un rôle. 
Ce scénario ne connaitra pas d'adaptation au cinéma, comme d'ailleurs aucune œuvre de l'écrivain.